# الكوم الأحمر (بني سويف)
قرية الكوم الأحمر هي إحدى القرى التابعة لمركز بنى سويف في محافظة بني سويف في جمهورية مصر العربية. حسب إحصاءات سنة 2006، بلغ إجمالي السكان في الكوم الأحمر 14258 نسمة، منهم 7391 رجل و6867 امرأة.